# Renata Zarazúa
Renata Zarazúa (Ciudad de México; 29 de septiembre de 1997) es una jugadora de tenis mexicana, rompió la racha de 30 años sin victorias mexicanas en el Grand Slam del torneo de Wimbledon en su edición 2025, además es la  segunda tenista mexicana en ganar un partido en el main draw de Wimbledon.

## Carrera profesional
Renata ha ganado 2 títulos individuales y 16 de dobles en el circuito ITF. En noviembre de 2024,  alcanzó su mejor ranking individual, la número 59 del mundo. En octubre de 2018, alcanzó el puesto número 135 del mundo en el ranking de dobles.
En el torneo de Acapulco 2018, Renata aprovechó la invitación para sumar su primera victoria en cuadro principal a nivel WTA. Logró derrotar en 2 sets a la checa Kristyna Pliskova por un marcador de 6-3 y 6-4.
Dos años después, de nuevo en Acapulco y aprovechando una invitación de la organización, Renata se superaría a sí misma para llegar hasta las semifinales del torneo siendo la primera vez que lo lograba a nivel WTA. Además sería la primera mexicana en llegar a las semifinales del torneo mexicano.
Zarazúa hizo su debut en Grand Slam en Roland Garros de 2020 después de pasar la clasificación. Superó en la Primera ronda a la local Elsa Jacquemot por 6-1 y 6-2. En la siguiente ronda, fue derrotada ante, preclasificada n°3, Elina Svitólina por 3-6, 6-0 y 2-6, culminando su participación en el torneo francés.
En 2024 obtuvo un lugar para competir en el Abierto de Australia, sin embargo fue eliminada en la primera ronda por la italiana Martina Trevisan.
En 2025 jugó el BNP Paribas Open, en el cual se retiró en primera ronda tras perder el primer set 4-6 y comenzar el segundo perdiendo, en contra de Elisabetta Cocciareto.
En el año 2025, durante el torneo de Wimbledon le ganó a Yanina Wickmayer por 6-0 y 6-3, con lo que puso fin a una racha de 30 años sin obtener victorias por México desde que lo logró Angélica Gavaldón en 1995, además fue la segunda tenista mexicana en ganar un partido en el main draw de Wimbledon después de que lo haya logrado Angélica Gavaldón en los años 1990, 1993 y 1995.
Después de la victoria sobre Wikckmayer, Renata fue eliminada en la segunda ronda de la rama individual en un partido con marcador 4-6 y 3-6 ante la estadounidense Amanda Anisimova. Durante este torneo, Renata también participó en dobles con la compañía de Giuliana Olmos contra la tenista china Guo Hanyu y la rusa Aleksandra Panova.

## Títulos WTA 125s

### Individual (2–1)
| Resultado | Fecha                   | Torneo        | Superficie    | Oponente        | Puntaje       |
| --------- | ----------------------- | ------------- | ------------- | --------------- | ------------- |
| Finalista | 8 de agosto de 2021     | Concord       | Dura          | Magdalena Fręch | 3-6, 6-7(4)   |
| Campeona  | 10 de diciembre de 2023 | Montevideo    | Tierra batida | Diane Parry     | 7-5, 3-6, 6-4 |
| Campeona  | 24 de noviembre de 2024 | Charleston II | Tierra batida | Hanna Chang     | 6–1, 7–6(4)   |

### Dobles (1–2)
| Resultado | Fecha                 | Torneos         | Superficie    | Pareja             | Oponentes en la final                | Resultado        |
| --------- | --------------------- | --------------- | ------------- | ------------------ | ------------------------------------ | ---------------- |
| Campeona  | 25 de febrero de 2024 | Puerto Vallarta | Dura          | Iryna Shymanovich  | Angelica Moratelli Camilla Rosatello | 6-2, 7-6(1)      |
| Finalista | 8 de junio de 2024    | Bari            | Tierra batida | Angelica Moratelli | Anna Danilina Iryna Shymanovich      | 1-6, 3-6         |
| Finalista | 16 de junio de 2024   | Valencia        | Tierra batida | Angelica Moratelli | Katarzyna Piter Fanny Stollár        | 1-6, 6-4, [8-10] |

## Títulos ITF

### Individual (6)
| Leyenda: Antes de 2016 | Leyenda: A partir de 2017 |
| ---------------------- | ------------------------- |
| Torneos de $100,000    |                           |
| Torneos de $75,000     | Torneos de $80,000        |
| Torneos de $50,000     | Torneos de $60,000        |
| Torneos de $25,000     |                           |
| Torneos de $15,000     | Torneos de $15,000        |
| Torneos de $10,000     | -                         |

| Finales por superficie |
| ---------------------- |
| Dura (4)               |
| Arcilla (2)            |
| Césped (0–0)           |
| Carpet (0–0)           |

| N.º | Fecha                    | Torneo                     | Superficie | Oponentes                 | Resultado        |
| --- | ------------------------ | -------------------------- | ---------- | ------------------------- | ---------------- |
| 1.  | 3 de abril de 2016       | León, México               | Dura       | Ana Sofía Sánchez         | 2-6, 6-3, 6-2    |
| 2.  | 29 de mayo de 2016       | La Bisbal, España          | Arcilla    | Irene Burillo Escorihuela | 6-7(3), 6-1, 6-4 |
| 3.  | 22 de enero de 2023      | Boca Raton, Estados Unidos | Arcilla    | Lulu Sun                  | 6-2, 7-5         |
| 4.  | 6 de agosto de 2023      | Lexington, Estados Unidos  | Dura       | Caroline Dolehide         | 1-6, 7-6(4), 7-5 |
| 5.  | 29 de septiembre de 2024 | Templeton, Estados Unidos  | Dura       | Usue Maitane Arconada     | 6-4, 6-3         |
| 6.  | 27 de octubre de 2024    | Tyler, Estados Unidos      | Dura       | Iva Jovic                 | 6-4, 6-2         |

### Dobles (17)
| Leyenda             |
| ------------------- |
| Torneos de $100,000 |
| Torneos de $80,000  |
| Torneos de $75,000  |
| Torneos de $60,000  |
| Torneos de $25,000  |
| Torneos de $15,000  |
| Torneos de $15,000  |
| Torneos de $10,000  |

| Finales por superficie |
| ---------------------- |
| Dura (7)               |
| Arcilla (9)            |
| Césped (0–0)           |
| Carpet (0–0)           |

| N.º | Fecha                   | Torneos                        | Superficie | Pareja                  | Oponentes                             | Resultado           |
| --- | ----------------------- | ------------------------------ | ---------- | ----------------------- | ------------------------------------- | ------------------- |
| 1.  | 7 de diciembre de 2014  | Mérida, México                 | Dura       | Tatjana Maria           | Jan Abaza Chieh-Yu Hsu                | 7-6(1), 6-1         |
| 2.  | 14 de diciembre de 2014 | Mérida, México                 | Dura       | Tatjana Maria           | Andrea Gámiz Valeriya Savinykh        | 6-4, 6-1            |
| 3.  | 14 de junio de 2015     | Charlotte, Estados Unidos      | Arcilla    | María Fernanda Alves    | Ellen Perez Lauren Herring            | 6-4, 6-7(6), [10-8] |
| 4.  | 21 de junio de 2015     | Manzanillo, México             | Dura       | Zoe Gwen Scandalis      | Barbara Gatica Stephanie Mariel Petit | 6-1, 6-2            |
| 5.  | 18 de octubre de 2015   | Rock Hill, Estados Unidos      | Dura       | Emma Burgic Buko        | Florencia Molinero Elitsa Kostova     | 7-5, 6-2            |
| 6.  | 5 de diciembre de 2015  | Santiago, Chile                | Arcilla    | Victoria Rodríguez      | Florencia Molinero Laura Pigossi      | 6-2, 5-7, [10-7]    |
| 7.  | 3 de abril de 2016      | Leon, México                   | Dura       | Channel Simmonds        | Nazari Urbina Sebastiani Leon         | 6-0, 6-2            |
| 8.  | 5 de junio de 2016      | Madrid, España                 | Arcilla    | Marcela Zacarías        | Andrea Raaholt Jasmina Tinjic         | 6-4, 6-4            |
| 9.  | 29 de enero de 2017     | Wesley Chapel, Estadous Unidos | Arcilla    | Channel Simmonds        | Sofia Kenin Elizabeth Halbauer        | 6-2, 7-6(5)         |
| 10. | 24 de junio de 2017     | Ystad, Suecia                  | Arcilla    | Valentyna Ivakhenko     | Eva Wacano Quirine Lemoine            | 6-3, 3-6, [10-5]    |
| 11. | 14 de octubre de 2017   | Sevilla, España                | Arcilla    | Luisa Stefani           | Andrea Gámiz Estrella Cabeza          | 7-6(2), 7-6(3)      |
| 12. | 4 de noviembre de 2017  | Sant Cugat, España             | Arcilla    | Luisa Stefani           | Olga Danilović Guiomar Maristany      | 6-2, 6-4            |
| 13. | 8 de julio de 2018      | Roma, Italia                   | Arcilla    | Laura Pigossi           | Anastasia Grymalska Georgia Marchetti | 6-1, 4-6, [13-11]   |
| 14. | 29 de julio de 2018     | Ashland, Estados Unidos        | Dura       | Jovana Jaksic           | Sanaz Marand Whitney Osuigwe          | 6-3, 5-7, [10-4]    |
| 15. | 27 de octubre de 2019   | Cúcuta, Colombia               | Arcilla    | Carolina Meligeni Alves | Emiliana Arango Victoria Bosio        | 6-1, ret.           |
| 16. | 15 de mayo de 2022      | La Bisbal, España              | Arcilla    | Victoria Jiménez        | Olivia Nicholls Alice Barnett         | 6-4, 2-6, 10-8      |
| 17. | 23 de julio de 2023     | Granby, Canadá                 | Dura       | Marcela Zacarías        | Carmen Corley Ivana Corley            | 6-3, 6-3            |

Es sobrina de Vicente Zarazúa, destacado extenista que representó a México en la Copa Davis a partir de 1964.